# Барнетт, Джордж Эрнест
Джордж Эрнест Барнетт (англ. George Ernest Barnett; 19 февраля 1873, Кембридж, штат Мэриленд, США – 17 июня 1938, США) – американский экономист, профессор университета Джонса Хопкинса, президент Американской экономической ассоциации в 1932 году.

## Биография
Джордж родился 19 февраля 1873 года в Кембридж, штат Мэриленд в семье Эдуарда и Элизабет (Мередит) Барнетт.
В 1891 году получил степень бакалавра искусств в Рэндольф–Макон Колледже, а в 1902 году степень доктора по философии в университете Джонса Хопкинса.
Преподавательскую деятельность начал с 1901 года в качестве преподавателя, затем в качестве ассистента профессора, ассоциированного профессора политэкономии до 1911 года, а с 1911 года в качестве полного профессора на кафедре статистки в университете Джонса Хопкинса.
В 1909 году работал в исследовательской группе Национальной денежной комиссии, а в 1913 году возглавлял исследовательскую группу Комиссию по трудовым отношениям США. Он входил в состав консультативного комитета переписи населения США. В 1937 году он был выбран корпорацией Карнеги расследовать трудовые суды в Австралии.
Барнетт был членом, а затем президентом Американской экономической ассоциации в 1932 году, членом Американской статистической ассоциации, членом Американской Ассоциации по трудовому законодательству.